# Acromantis nicobarica
Acromantis nicobarica är en bönsyrseart som beskrevs av Mukherjee 1995. Acromantis nicobarica ingår i släktet Acromantis och familjen Hymenopodidae. Inga underarter finns listade i Catalogue of Life.